# テイカ
テイカ株式会社は、大阪府大阪市に本社を置く化学メーカーである。東証プライム上場企業。

## 概要
各種化学薬品を製造・販売を行っており、酸化チタン、界面活性剤、硫酸、微粒子酸化チタン、表面処理製品、無公害防錆顔料等を作っている。
1919年（大正8年）に過リン酸肥料の製造を目的として設立され、1951年（昭和26年）に酸化チタンを、1961年（昭和36年）に界面活性剤の製造を開始し、現在はそれらが製造・販売の主力品目となっている。中期的には化粧品用途への展開など、酸化チタンの高付加価値化を進めている。
近年では、経済産業省の「グローバルニッチトップ企業100選」に選定されている。
- 2014年 化粧品向けの微粒子酸化チタン、微粒子酸化亜鉛

- 2020年 医療用超音波画像診断機用セラミック振動子

### 事業所
- 本社

〒540-0012 大阪市中央区谷町4丁目11番6号 中央日土地谷町ビル8-12階
- 東京支店

〒103-0027 東京都中央区日本橋3丁目8番2号 新日本橋ビルディング4階
- 大阪研究所

〒551-0022 大阪市大正区船町1丁目3番47号
- 岡山研究所

〒704-8136 岡山市東区西幸西1072番地
- 大阪工場

〒551-0022 大阪市大正区船町1丁目3番47号
- 岡山工場

〒704-8136 岡山市東区西幸西1072番地
- 熊山工場

〒709-0717 岡山県赤磐市小瀬木50番地1
- 熊山工場 長船分工場

〒701-4271 岡山県瀬戸内市長船町長船1239番地の1

### 関連会社
- テイカ倉庫株式会社

〒555-0043 大阪市西淀川区大野3丁目7番140号
事業内容：倉庫業
- テイカ商事株式会社

〒540-0012 大阪市中央区谷町4丁目11番6号 中央日土地谷町ビル10階
事業内容：化学工業薬品の販売
- TFT株式会社

〒551-0022 大阪市大正区船町1丁目3番47号
事業内容：エレクトロ・セラミックス製品の販売
- テイカM&M株式会社

〒555-0043 大阪市西淀川区大野3丁目7番140号
事業内容：エンジニアリング・荷役
- TAYCA（Thailand）Co.,Ltd.

700/490 Moo 4,Tambol Bankao,Amphur Panthong,Chonburi 20160 Thailand
事業内容：界面活性剤の製造・販売
- TAYCA（VIETNAM）CO.,LTD.

LotNo.H-3, Long Duc Industrial Park, Long Duc Commune, Long Thanh District, Dong Nai Province, Vietnam
事業内容：界面活性剤の製造・販売
- TRS Tecnologies, Inc

820 East ColTRS Technologies,Inc.lege Ave. State College,PA 16801
事業内容：圧電材料の製造・販売

### 沿革[3]
1919年12月 過リン酸肥料製造の目的で帝国人造肥料株式会社を設立 (初代社長 白石元次郎)
1920年11月 大阪工場を建設、過リン酸肥料および鉛室式硫酸の製造開始
1938年10月 大阪工場においてルルギ式接触硫酸の製造設備を設置し、薄硫酸の製造を開始
1939年 6月 大阪工場においてフッ化物（主として人造氷晶石）の製造開始
1942年 3月 岡山工場を建設、フッ化物の製造開始
1942年 4月 社名を帝国化工株式会社と改称
1944年 6月 大和田工場（モンサント式接触硫酸工場）を買収
1945年 8月 大阪工場、岡山工場のフッ化物製造中止
1951年 4月 岡山工場において酸化チタンの製造開始
1961年 6月 大阪工場において界面活性剤の製造開始
1965年 7月 過リン酸肥料の製造中止
1967年 4月 大阪工場構内において倉庫業（船町倉庫）営業開始
1969年 4月 大和田工場構内に百島倉庫完成、営業開始
1969年11月 同和鉱業株式会社西日本硫酸センターに参加のため、大和田工場の操業停止、製造設備除去
1973年 6月 営業倉庫部門を発展的解消し、当社100%出資のテイカ倉庫株式会社を設立
1981年10月 大阪工場において縮合リン酸塩（K-ホワイト、K-ボンド、K-フレッシュ）の製造開始
1984年 6月 化学薬品の販売を主目的とし、当社100%出資のテイカ商事株式会社を設立
1989年 8月 社名をテイカ株式会社と改称
1994年 2月 大阪工場リン酸塩製品並びに岡山工場酸化チタン製品と同関連製品のISO9002規格認証取得
1996年 1月 表面処理事業の事業化に伴い、岡山工場長船分工場を建設、製造開始（現 熊山工場長船分工場）
1997年 4月 開発本部を分離独立させ、エレクトロセラミックス製品の製造販売を目的とした当社100%出資のＴＦＴ株式会社を設立
2000年 8月 大阪工場地区、岡山工場地区においてISO14001認証取得
2001年10月 界面活性剤製造のため、タイ・チョンブリにおいてTAYCA（Thailand）Co.,Ltd.を設立
2006年 9月 表面処理事業の拡大に伴い、岡山県赤磐市に熊山工場を新設、製造開始
2014年 2月 界面活性剤製造のため、ベトナム・ドンナイ省においてTAYCA（VIETNAM）CO.,LTD.を設立
2017年 4月 三信鉱工株式会社とセリサイト製品の販売を主目的とする合弁会社 ジャパンセリサイト株式会社を設立
2018年 1月 圧電材料事業の拡大のため、TRS Technologies,Inc.の全株式を取得し、子会社化

## 脚註
1. ↑  テイカ（4027） 酸化チタンは4月に続き10月の値上げも浸透すると予想。（いちよし経済研究所）（兜町ネット）2011/09/14
2. ↑  “2020年版「グローバルニッチトップ企業100選」を選定しました （METI/経済産業省）”. www.meti.go.jp. 2020年9月11日閲覧。
3. ↑  “沿革 | 会社案内 | テイカ株式会社”. www.tayca.co.jp. 2020年9月11日閲覧。
4. ↑  齋藤憲『稼ぐに追いつく貧乏なし : 浅野総一郎と浅野財閥』東洋経済新報社、1998年。ISBN 4492061061。 NCID BA38856030。